# Schriftzeichen
Schriftzeichen (als graphisches Zeichen auf den schon von Cicero verwendeten lateinischen Begriff litterarum nota zurückgehend, im Deutschen veraltet auch Charakter, im Englischen character und im Französischen signe genannt) ist die kleinste Einheit einer Schrift (z. B. des lateinischen und kyrillischen Alphabets, des Devanagari, des Kana-Syllabars oder der Sinogramme).

## Grundlegendes
Generell können in der Semiotik drei Zeichentypen unterschieden werden:
- „deiktische“ Zeichen: sie zeigen von einem Punkt auf einen anderen (etwa ein Zeigefinger, der nach rechts deutet);
- „ikonische“ Zeichen: das Zeichen (Signifikant oder die Ausdrucksseite eines sprachlichen Zeichens) verbindet mit dem Bezeichneten (Signifikat oder die Inhaltsseite eines Zeichens) eine Ähnlichkeitsrelation (ein Eingangsverbotenschild mit einer stoppenden Handfläche);
- „symbolische“ Zeichen: sie sind arbitär, das heißt sie haben zum Bezeichneten (Signifikat) keine deiktische oder Ähnlichkeits-Verbindung.

## Abgrenzung
Schriftzeichen bilden das Inventar einer Schrift (Zeichensatz) unabhängig von bestimmten Schriftsprachen. Grapheme hingegen bilden (analog zu Phonemen) das Inventar eines einzelsprachlichen Schriftsystems und benötigen für ihre Anwendung ein Regelsystem (Orthographie). Diese Unterscheidung ist schwierig bis hinfällig, wenn eine Schrift ausschließlich für eine Sprache genutzt wird. Die gemeinsame kulturelle Abgrenzung von Volk, Land, Religion, Sprache und Schrift war besonders in der Antike verbreitet, aber zeigt sich auch heute z. B. im hebräischen Judentum in Israel. 
Sowohl Schriftzeichen als auch Grapheme manifestieren sich durch Glyphen in Graphen.

## Arten von Schriftzeichen
Die Klassifizierung ist jeweils nicht umfassend. 
Durch Entwicklung von Schriftsprache gibt es Zwischenformen der Funktion von Schriftzeichen sowie Symbole, die ihre Form nach der Entstehung verändert haben. Durch die mechanische Realisierung von Schriften (Bleisatz, Schreibmaschinen, Printer) ist die Darstellung der Schriftzeichen in einem Schriftsatz durch vollständige Auflistung definiert. Das Entstehen verschiedener Schrifttypensätze (auch Fonts) geben der Weiterentwicklung von Schriftzeichen jedoch nach wie vor Raum.

### Einteilung nach phonographischen Aspekten
Nach phonographischen Aspekten unterscheidet man je nach Korrespondenz zu Lauten: 
- Segmentale Schriftzeichen
  - Alphabetische Schriftzeichen
Konsonanten und Vokale werden getrennt voneinander auf derselben Ebene notiert (z. B. Griechisch, Lateinisch, Kyrillisch)
  - Konsonantenzeichen
die Konsonanten werden auf der Hauptebene notiert (z. B. semitische Schriften, Phonikische), Vokale entweder nicht oder auf einer untergeordneten Ebene als diakritische frei oder gebundene Zeichen mit oder ohne eigenem Zeichenkörper
- Silbenzeichen
ein Syllabogramm steht für eine Silbe (z. B. Mykenisch, Kana)
- Symbolische Schriftzeichen
ein Zeichen repräsentiert eine syntaktische oder semantische Einheit (Wort, Morphem)

### Einteilung nach der semiotischen Terminologie
Nach der Entstehungsgeschichte der zum Schreiben verwendeten graphischen Zeichen kann man nach der Peirceschen semiotischen Terminologie einteilen:
- Ikonische Schriftzeichen
Es besteht eine nicht-arbiträre, motivierte Beziehung zwischen Bezeichnetem und Bezeichnendem.
  - Piktogramm
das Bezeichnete wird bildlich dargestellt (Pferdekopf für „Pferd“)
  - Ideogramm
assoziativ (Fuß oder Beine für „gehen“)
- Indexikalische Schriftzeichen
Es besteht eine direktionale, deiktische Beziehung zwischen Bezeichnetem und Bezeichnendem.
- Symbolische Schriftzeichen
Es besteht eine arbiträre, konventionalisierte Beziehung zwischen Bezeichnetem und Bezeichnendem.
abstrakte, mathematische Symbole wie ‚=‘, Buchstaben